# Собор Рождества Христова (Стародуб)
Рождественский казацкий собор — православный храм в центре города Стародуба Брянской области. Трёхкамерный купольный бесстолпный храм, сочетающий элементы московского и казацкого барокко.
Храм построен в 1677 году на месте деревянной церкви 1617 года, которая сгорела при крупном пожаре. Здание сооружено из кирпича и позднее оштукатурено. С начала XVIII века он стал соборным храмом Стародуба, а при гетманщине — полковым собором Стародубского полка.
В 1744 году здание обгорело, при восстановлении его архитектура не изменилась. В советское время храм был закрыт и использовался как склад. В 1980-х годах богослужения были возобновлены. Рядом построена небольшая колокольня.
Летом 2013 года традиционное покрытие храма из белого железа заменили на покрытие золотистого цвета, а на нём установили новые восьмиконечные кресты «под золото», каковых никогда не было.